# Leofwine von Mercia
Leofwine (fl. 994 bis 1023) wurde 994 von König Æthelred von England zum Ealdorman der Hwicce ernannt. Das Territorium der Hwicce war ein Königreich im westlichen Mittelland in der frühen angelsächsischen Periode, die bald ein Teil von Mercia wurde.
Leofwine war ein Sohn von Ælfwine, der ansonsten unbekannt ist. Die Familie scheint aus den East Midlands zu stammen. Leofwine und seine Söhne wurden von der Worcester-Kirche als Spoliatoren in Erinnerung behalten, die Kirchengelände beschlagnahmten, aber auch als Wohltäter von religiösen Einrichtungen in den East Midlands.
Unter Æthelred lag der Amtsbereich von Leofwine in den Hwicce-Gebieten von Worcestershire und Gloucestershire, aber diese Grafschaften wurden von König Knut bald Dänen gegeben, nachdem er 1016 den Thron bestiegen hatte. Leofwine behielt jedoch seinen Rang und wurde möglicherweise nach Eadric Streonas Ermordung 1017 zum Ealdorman von Mercia ernannt – im gleichen Jahr wurde Leofwines ältester Sohn Northman auf Befehl von Knut getötet. Leofwine wurde zuletzt 1023 als Zeuge in einer Urkunde registriert und ist wahrscheinlich bald danach verstorben, sicher vor 1032. Sein Sohn Leofric war um 1032 Earl of Mercia. Leofwine hatte zwei weitere Söhne, Edwin, der 1039 in der Schlacht von Rhyd-y-groes fiel, und Godwin, der kurz vor 1056 starb.